# Kasteel van Le Plessis-Bourré
Het Kasteel van Plessis-Bourré (Frans: Château du Plessis-Bourré) is gelegen in de gemeente Écuillé (departement Maine-et-Loire). Het bevindt zich op een afstand van 15 km ten noorden van Angers, halverwege de valleien van de Mayenne en de Sarthe.
Dit kasteel is merkwaardig te noemen doordat het maar enkele veranderingen heeft ondergaan aan de buitenbouw sinds de opbouw ervan meer dan vier eeuwen geleden.

## Geschiedenis
Jan Bourré (1426 – 1506), minister van financiën en de rechterhand van koning Lodewijk XI van Frankrijk, kocht op 26 november 1462 een domein van de familie Saint-Maure. In de periode van 1468 tot 1473 heeft hij op dit domein het huidige kasteel laten bouwen.
Het kasteel werd door twee Franse koningen in de 15e eeuw bezocht. Op 17 april 1473 verbleef Lodewijk XI hier tijdens een pelgrimstocht in Notre Dame te Béhuard. Koning Karel VIII was op het kasteel o[ 10 juni 1487, vergezeld door zijn oudste zus, regent Anna van Beaujeu.
In 1751 werd het kasteel gekocht door de familie van Ruillé. In 1794 werd Jan-Guilluame Rouillé hier vermoord. In 1850 stond het kasteel te koop, maar niemand wilde het kopen en het kasteel dreigde plaats te maken voor een steengroeve. Avenant, notaris in Angers, bekommerde zich om het kasteel en kocht het in 1851.
In 1911 werd het kasteel gekocht door Henri Vaïsse, neef van Claude-Marius Vaisse, perfect en senator van Lyon onder het Tweede Keizerrijk. Bij het overlijden van Henri Vaïsse liet hij het kasteel na aan zijn neef François Reille-Soult, hertog van Dalmatië en afgevaardigde van het departement van de Tarn.
Sinds 1931 staat het kasteel geregistreerd als historisch monument. Hieronder vallen ook de waterpartijen, slotgrachten en lanen.
De eigenaren stelden het kasteel in 1955 open voor publiek.

## Architectuur
Het kasteel lijkt als het ware op te rijzen uit de omringende slotgracht. Een 44 meter lange brug en een dubbele ophaalbrug geven toegang tot het rechthoekige kasteel. Op de hoeken staan vier torens en de muren beschikken over weergangen. Latere veranderingen vonden vooral plaats aan de binnenzijde van het kasteel, waardoor het kasteel van buiten een middeleeuws karakter heeft maar dankzij de hoge ramen, comfortabele interieurs en versierde façades ook aansluit op de renaissance. Hierdoor is het een zeldzaam voorbeeld van een overgangskasteel.

## Interieur

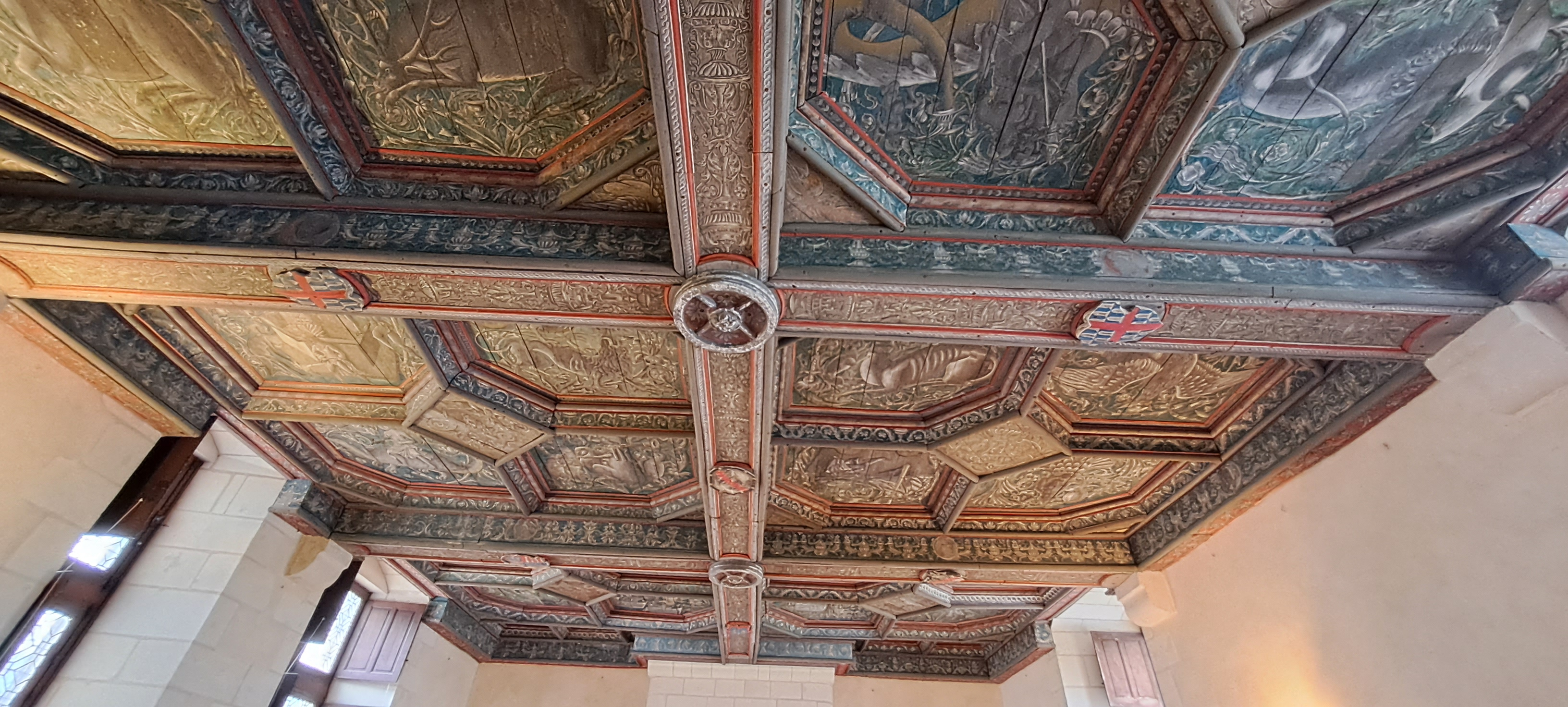
Cassetteplafond

In het kasteel zijn diverse meesterwerken, wandtapijten, schilderijen, houtwerk en meubels aanwezig. Het cassetteplafond van de zaal voor de bewakers bestaat uit 24 schilderingen van een onbekende kunstenaar. Op 16 schilderingen wordt het werk van alchimisten weergegeven, op de andere 8 werken zijn prikkelende voorstellingen aangebracht; die laatste werden in de 18e eeuw afgeschermd, zodat gasten er niet mee werden geconfronteerd.
Verder zijn er onder andere Vlaamse wandtapijten, een portret van Jan Bourré uit 1461 en een portret van Margriet van Feschal, zijn vrouw.